# Charles Ruijs de Beerenbrouck

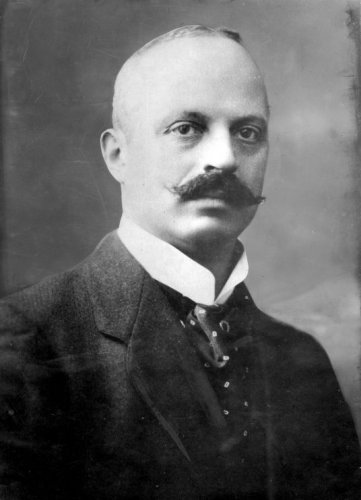
Charles Ruijs de Beerenbrouck (ca. 1933)

Jonkheer Charles Joseph Marie Ruijs de Beerenbrouck (bis 1895 van Beerenbroek; * 1. Dezember 1873 in Roermond; † 17. April 1936 in Utrecht) war ein niederländischer Politiker (RKSP). Er war von 1918 bis 1925 und von 1929 bis 1933 niederländischer Innenminister und Ministerpräsident.

## Herkunft, Beruf und Familie
Ruijs de Beerenbrouck entstammte einer katholischen Adelsfamilie aus der Provinz Limburg, er trug den Titel Jonkheer. Sein Vater Gustave Ruijs de Beerenbrouck (1842–1926) war ebenfalls Politiker, 1888–1891 Justizminister im Kabinett des Ministerpräsidenten Mackay, von 1893 bis 1918 Kommissar der Königin (Gouverneur) in der Provinz Limburg und ab 1903 Mitglied des Staatsrates. Die Familie ließ 1895 den Namensbestandteil van Beerenbroek amtlich in de Beerenbrouck ändern.
Ruijs studierte ab 1892 Jura an der Universität Leiden und promovierte 1895 mit einer Arbeit über Das Strafrecht im alten Maastricht. Er war Gründungsmitglied und erster Vorsitzender der Studentenvereinigung Augustinus und in mehreren katholischen Vereinen aktiv. Außerdem engagierte er sich im Kampf gegen den Alkoholismus. Ab 1896 praktizierte Ruijs als Rechtsanwalt in Maastricht. Als Rechtsberater der katholischen Gewerkschaften der Töpfer und der Glasbläser kam er mit der katholischen Arbeiterbewegung und der sozialen Frage der Lebens- und Arbeitsbedingungen der Arbeiterschaft in Maastricht in Kontakt. Von 1901 bis zu seinem Einzug ins Parlament 1905 war er Staatsanwalt beim Kantonsgericht Maastricht. 
Ab 1902 war er mit der Gelderländer Jonkvrouw Maria Josephina Ernestina Alexandrina van der Heijden verheiratet, mit der er zwei Töchter und einen Sohn bekam. 

## Politische Karriere
Als Vertreter des römisch-katholischen Wahlvereins (damals noch nicht als Partei organisiert) und des Wahlkreises Gulpen wurde Ruijs 1905 in die Zweite Kammer der Generalstaaten (das Unterhaus des niederländischen Parlaments) gewählt, der er bis 1918 angehörte. Während des Ersten Weltkriegs war er von 1914 bis 1918 Regierungskommissar für die belgischen Flüchtlinge. Als Nachfolger seines Vaters ernannte Königin Wilhelmina ihn im Mai 1918 zum Provinzgouverneur von Limburg. 
Bei der ersten Wahl nach Einführung des allgemeinen Männerwahlrechts im Juli 1918 wurde der Algemeene Bond van RK-kiesverenigingen (kurz AB; Allgemeiner Bund römisch-katholischer Wahlvereine) mit 30 der 100 Sitze in der Zweiten Kammer stärkste Kraft. Daraufhin beauftragte die Monarchin Ruijs mit der Regierungsbildung und ernannte ihn am 9. September 1918 zum Innenminister und Vorsitzenden des Ministerrats (Regierungschef). Mit 44 Jahren war er der bis dahin jüngste und zudem der erste katholische Ministerpräsident der Niederlande. Seinem Kabinett gehörten Minister der drei konfessionellen Parteien AB, ARP und CHU an. Erstmals wurde ein eigenständiges Arbeitsministerium sowie ein Ministerium für Unterricht, Kunst und Wissenschaften eingerichtet. 
Als Pieter Jelles Troelstra, der Anführer der niederländischen Sozialdemokratie, im November 1918 versuchte, wie in Deutschland auch in den Niederlanden eine Revolution auszulösen, reagierte die Regierung Ruijs mit der Ankündigung sozialen Reformen. Sie führte u. a. den Acht-Stunden-Tag und das Frauenwahlrecht ein. Abgesehen von einer gewalttätigen Demonstration revolutionärer Sozialisten in Amsterdam, bei der am 13. November 1918 vier Menschen starben, blieb die von den Sozialdemokraten erhoffte Revolution in den Niederlanden aus. 
Jeweils interimsweise übernahm Ruijs nach dem Rücktritt der jeweiligen Minister für kurze Zeit auch das Amt des Marine-, Kolonial- und Kriegsministers. Nach der Parlamentswahl 1922, bei welcher der katholische AB seine Sitzzahl auf 32 steigerte und auch die beiden protestantischen Koalitionspartner hinzugewannen, wurde Ruijs im Amt bestätigt und führte die Regierung bis August 1925. Zu Jahresbeginn 1923 fügte er dem von ihm geleiteten Innenministerium auch das Ressort Landwirtschaft hinzu. 

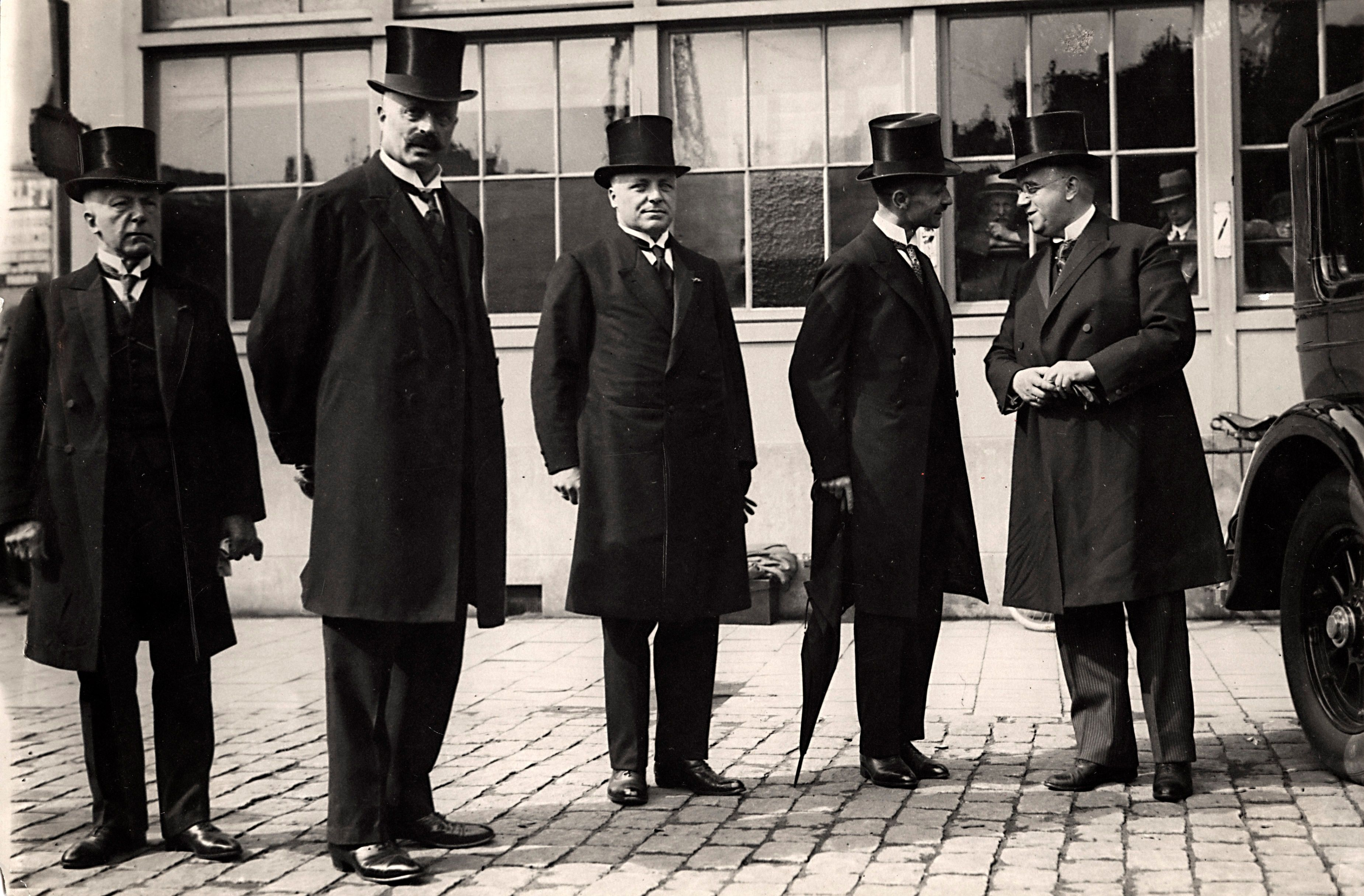
Ruijs de Beerenbrouck (2. v.l.) mit Mitgliedern seines Kabinetts, 1929

Bei der Parlamentswahl 1925 verloren die christlich-konfessionellen Regierungsparteien wenige Sitze, behielten aber ihre Mehrheit. Nach zwei Amtszeiten unter einem katholischen Premier sollte nun aber absprachegemäß ein Protestant die Regierungsführung übernehmen: Hendrikus Colijn (ARP). Ruijs wurde stattdessen Vorsitzender der Zweiten Kammer (Parlamentspräsident) und zugleich Vorsitzender des Ausschusses für Auswärtige Angelegenheiten. Im Juni 1926 wandelte sich der Allgemeine Bund römisch-katholischer Wahlvereine in die Roomsch-Katholieke Staatspartij (RKSP) um, der Ruijs seither angehörte. 1927 verlieh ihm die Königin den Ehrentitel eines Staatsministers. 
Nach der Parlamentswahl 1929 kehrte Ruijs an die Regierungsspitze zurück. Seinem dritten Kabinett gehörten wiederum Minister von RKSP, ARP und CHU an – diesmal jedoch, ohne dass sich die entsprechenden Fraktionen auf einen Koalitionsvertrag geeinigt hatten. Der Premier war zudem wieder Innen- und Landwirtschaftsminister. Bald nach seiner Ernennung im August brach im Oktober 1929 die Weltwirtschaftskrise aus. Nach der Parlamentswahl im April 1933 wurde er wieder von Colijn abgelöst. 
Anschließend war Ruijs bis zu seinem Tod erneut Vorsitzender der Zweiten Parlamentskammer und Vorsitzender des Außenausschusses. Daneben übernahm er Ehrenämter in Organisationen der „katholischen Säule“: ab 1935 war er Vorsitzender des „Weiß-gelben Kreuzes“ (der katholischen Krankenpflegeorganisation) und des nationalen Vorschlagskomitees der katholischen Rundfunkanstalt KRO. Nach seinem Tod wurde ihm parteiübergreifende Anerkennung zuteil: Das gesamte amtierende Regierungskabinett, die ehemaligen Minister der von ihm geleiteten Kabinette und fast alle Abgeordneten der Zweiten Kammer erwiesen ihm das letzte Geleit.